# Neil Druckmann
Neil Druckmann, född 5 december 1978 i Tel Aviv, Israel, är en amerikansk författare, creative director och programmerare för datorspelsutvecklaren Naughty Dog, känd för sitt arbete med actionspelserien Uncharted och survival horror-spelet The Last of Us. Han växte upp i Israel, där hans erfarenheter inom underhållning senare skulle påverka hans berättarteknik. Han studerade datavetenskap vid Carnegie Mellon University, innan han sökte arbete inom datorspelsindustrin.
Druckmanns första datorspel var som praktikant på Naughty Dog. År 2004 blev han en programmerare på Jak 3 och Jak X: Combat Racing, innan han blev speldesigner för Uncharted: Drake's Fortune och Uncharted 2: Among Thieves. Han blev senare utvald till att leda utvecklingen på The Last of Us som creative director, en roll som han fortsatte med under utvecklingen av Uncharted 4: A Thief's End. Dessutom har Druckmann också skrivit serietidningar. Han arbetade på Uncharted: Eye of Indra före skapandet av sin egen serieroman A Second Chance at Sarah. Han skrev senare The Last of Us: American Dreams ihop med serietecknaren Faith Erin Hicks.
Druckmann har fått stort beröm för sitt arbete med The Last of Us, och senare fått flera utmärkelser och nomineringar för sina insatser, däribland två BAFTA Awards, en DICE Award och två Writers Guild of America Awards.

## Biografi
Druckmann föddes i Israel den 5 december 1978 och hans föräldrar heter Judy och Jerry Druckmann. När Druckmann var ung visade hans äldre bror Emanuel honom olika humorböcker, datorspel och filmer. Druckmann lärde sig engelska av dessa underhållningsformer, i synnerhet av datorspel från Sierra Entertainment och Lucasarts. Druckmann blev särskilt intresserad av berättande, och skrev sina egna serietidningar. Han flyttade till USA med sin familj under 1989. Han gick på högstadiet och gymnasiet i Miami, Florida, och studerade sedan kriminologi vid University of Florida.
Druckmann blev snart forskningsassistent vid Florida State University, samtidigt som han bodde i Tallahassee, Florida. Från juli 2002 tillbringade Druckmann ett år på universitetet genom att arbeta på Visualization Lab inom School of Computational Science and Information Technology. Under denna tid började han med några vänner utveckla spelet Pink-Bullet till Linux och Microsoft Windows. Vid ett tillfälle ville han bli en animatör, vilket krävde att han skulle gå en grafikkurs, men hans föräldrar förbjöd honom att göra det. Efter att ha tagit en programmeringskurs insåg Druckmann att det var hans önskemål, och inledde en kandidatutbildning inom datavetenskap i december 2002, som han avslutade året därpå. Druckmann flyttade till Pittsburgh där han studerade vid Carnegie Mellon University. I augusti 2003 började han sin magisterexamen i underhållningsteknologi, som han fick under 2005 från Entertainment Technology Center. I april 2004 utvecklade Druckmann spelet Dikki Painguin in: TKO for the Third Reich till Nintendo Entertainment System som student vid Carnegie Mellon, i samarbete med studiekamraten Allan Blomquist.

## Karriär
På Game Developers Conference träffade Druckmann Naughty Dogs grundare Jason Rubin som höll föredrag där, efteråt sökte Druckmann kontakt med  Rubin som då gav honom sitt visitkort. År 2004 anslöt sig Druckmann till Naughty Dog som programmeringspraktikant, innan han några månader senare befordrades till en heltidstjänst som spelprogrammerare. Under utvecklingen av Jak 3 (2004) och Jak X: Combat Racing (2005) fortsatte Druckmann att be medordförande Evan Wells om att få gå med i designteamet. Wells tvekade med att flytta honom till designteamet, då han ursprungligen var anställd som programmerare, men gick med på att granska Druckmann designarbete om han slutförde dessa efter arbetstid. Efter utvecklingen av Jak X drog Wells slutsatsen att Druckmann var skicklig inom designområdet och gav honom rollen som speldesigner för Uncharted: Drake's Fortune (2007). I denna position arbetade han i nära samarbete med Amy Hennig till att skapa berättelsen om Uncharted, innan han började arbeta på Uncharted 2: Among Thieves (2009) som en ledande speldesigner, och blev mer involverad i att skriva spelets huvudberättelse. Druckmann arbetade också på den ursprungliga designen och berättelsen för Jak and Daxter: The Lost Frontier (2009), före Naughty Dogs nedläggning av spelet; High Impact Games slutförde utvecklingen av The Lost Frontier.
Under 2009 arbetade Druckmann på den animerade serieromanen Uncharted: Eye of Indra, som författare och regissör. Eye of Indra är en prequel till Drake's Fortune och som berättar historien om Nathan Drake innan händelserna i det första spelet. Druckmanns första serieroman, A Second Chance at Sarah, publicerades av Ape Entertainment i februari 2010. Med illustrationer av konstnären Joysuke Wong relaterar romanen till Druckmanns intresse av att resa tillbaka i tiden för att träffa sin fru när hon var ung. "Det finns något som är gulligt och poetiskt om den tanken," förklarade Druckmann. Han kände att han delar många likheter med romanens huvudperson Johnny, och att "en hel del av Johnnys brister och farhågor bygger på [hans] egna brister".
Efter utvecklingen av Uncharted 2 delades Naughty Dog upp i två arbetslag för att arbeta med två spelprojekt samtidigt. Med ett arbetslag som arbetade på Uncharted 3: Drake's Deception (2011) valde ordförandena Evan Wells och Christophe Balestra ut Druckmann och Bruce Straley till att leda utvecklingen på ett nytt spel; Druckmann valdes ut för sin beslutsamhet och designtalang. Även om de ursprungligen var beredda att utveckla ett nytt spel i Jak and Daxter-serien kände arbetslaget att de "inte ville göra en tjänst för fansen av serien" och bestämde sig för att skapa ett nytt spel, med titeln The Last of Us.

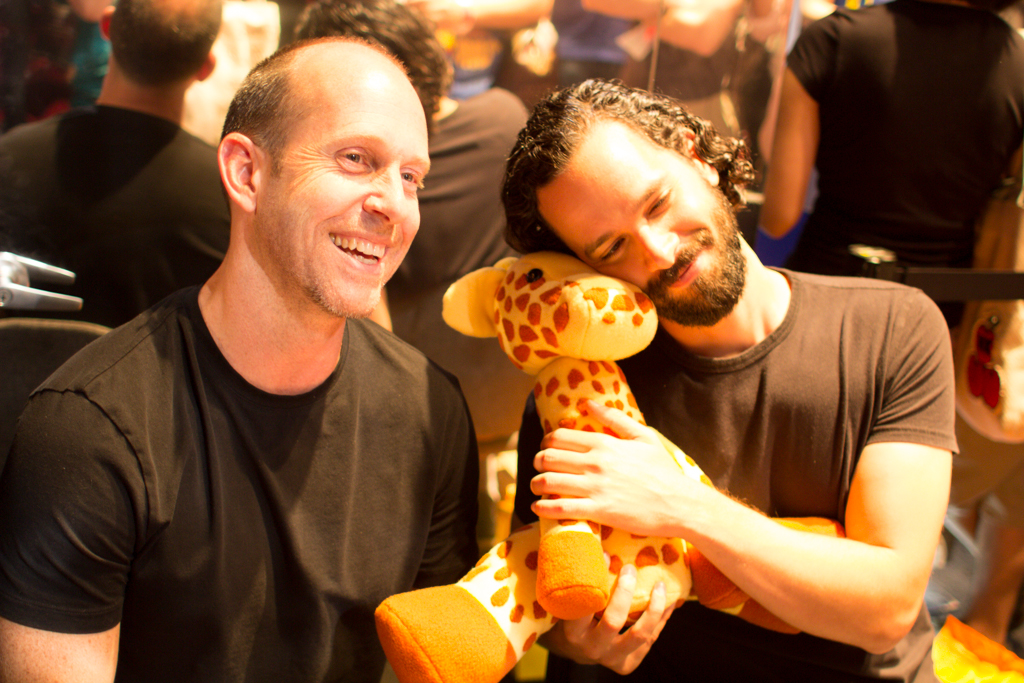
Druckmann (till höger) med spelregissör Bruce Straley (till vänster) på PAX Prime 2014. Båda samarbetade med varandra under utvecklingen av The Last of Us och Uncharted 4: A Thief's End.

När Druckmann hittade på idéer till The Last of Us använde han ett koncept som han skapat som student vid Carnegie Mellon University. Hans idé var att slå samman spelmekaniken i Ico (2001) med en berättelse som utspelar sig under en zombieapokalyps, i likhet med Night of the Living Dead (1968), med en huvudperson som påminner om John Hartigan från Sin City (1991-2000). Huvudpersonen, en polis, skulle få i uppdrag att skydda en ung flicka; men på grund av huvudpersonens hjärtproblem skulle spelarna ofta ta kontrollen över den unga flickan, varav karaktärernas roller skulle ombytas. Han baserade The Last of Us på detta koncept, ersatte polisen med Joel och gav den unga flickan namnet Ellie. Innan Druckmann regisserade spelet tog han en skådespelskurs för att "prata med [skådespelarna] på samma språk". Spelet släpptes den 14 juni 2013. Mottagandet av spelet var i första hand starkt positivt, och Druckmann fick mycket beröm för sitt arbete på spelets berättelse. Han fick många utmärkelser för sitt arbete på spelet, bland annat en BAFTA, en DICE Award, en Game Developers Choice Award, en Golden Joystick Award och en Writers Guild of America Award.
Druckmann arbetade senare med den nedladdningsbara episoden The Last of Us: Left Behind, en prequel som fokuserar på Ellies relation med vännen Riley, som fick ett positivt mottagande. Han tjänade ytterligare utmärkelser för sitt arbete på Left Behind, inklusive en ytterligare BAFTA och Writers Guild of America Award. Han fick framför allt beröm för att ha skrivit en scen som involverar en kyss mellan två kvinnliga karaktärer, som utsågs till ett "genombrottsögonblick" inom datorspel. Han skrev en serietidningsminiserie bestående av fyra nummer vid namn The Last of Us: American Dream ihop med författaren och konstnären Faith Erin Hicks. Den publicerades av Dark Horse Comics; det första numret släpptes i april 2013.
Efter Hennigs avgång från Naughty Dog i mars 2015 meddelades att Druckmann och Straley arbetade på Uncharted 4: A Thief's End (2016). Enligt tidiga rapporter hävdades att Hennig "tvingades ut" från Naughty Dog av Druckmann och Straley, men ordförandena Evan Wells och Christophe Balestra dementerade senare detta.

## Privatliv
Druckmann bor för närvarande i Los Angeles, Kalifornien med sin fru Maya och dotter. Dottern föddes under utvecklingen av The Last of Us och var en stor källa till inspiration när han skrev spelets berättelse. Druckmanns favoritspel är bland andra Ico (2001), Resident Evil 4 (2005) och Monkey Island 2: LeChuck's Revenge (1991).

## Verk

### Datorspel
| År   | Speltitel                                  | Roll                            |
| ---- | ------------------------------------------ | ------------------------------- |
| 2004 | Dikki Painguin in: TKO for the Third Reich | Spelprogrammerare               |
| 2004 | Jak 3                                      | Spelprogrammerare               |
| 2005 | Jak X: Combat Racing                       | Spelprogrammerare               |
| 2007 | Uncharted: Drake's Fortune                 | Speldesigner, medförfattare     |
| 2009 | Uncharted 2: Among Thieves                 | Medhuvuddesigner, medförfattare |
| 2009 | Jak and Daxter: The Lost Frontier          | Original design och berättelse  |
| 2013 | The Last of Us                             | Creative director, författare   |
| 2014 | The Last of Us: Left Behind                | Creative director, författare   |
| 2016 | Uncharted 4: A Thief's End                 | Creative director, författare   |

### Filmer och TV
| År   | Titel                                | Noter                |
| ---- | ------------------------------------ | -------------------- |
| 2013 | Grounded: Making The Last of Us      | Dokumentär           |
| 2013 | Between the Lines with Barry Kibrick | Säsong 13, Episod 25 |
| 2013 | How Videogames Changed the World     | TV-film              |
| 2015 | Conversations with Creators          | Webbserie; Episod 2  |

## Vinster och nomineringar
| Datum            | Utmärkelse                                    | Kategori                                     | Översättning                                  | Mottagare                      | Resultat  | Ref.   |
| ---------------- | --------------------------------------------- | -------------------------------------------- | --------------------------------------------- | ------------------------------ | --------- | ------ |
| 26 oktober 2013  | 31st Golden Joystick Awards                   | Best Storytelling                            | Bästa berättande                              | The Last of Us                 | Vann      | [ 22 ] |
| 4 december 2013  | 5th Annual Inside Gaming Awards               | Best Story                                   | Bästa berättelse                              | The Last of Us                 | Nominerad | [ 41 ] |
| 21 december 2013 | Hardcore Gamer's Game of the Year Awards 2013 | Best Writing                                 | Bästa författande                             | The Last of Us                 | Vann      | [ 42 ] |
| 21 december 2013 | Hardcore Gamer's Game of the Year Awards 2013 | Best Story                                   | Bästa berättelse                              | The Last of Us                 | Nominerad | [ 43 ] |
| 24 december 2013 | Destructoid's Best of 2013                    | Best Story                                   | Bästa berättelse                              | The Last of Us                 | Nominerad | [ 44 ] |
| 24 december 2013 | Giant Bomb's 2013 Game of the Year Awards     | Best Story                                   | Bästa berättelse                              | The Last of Us                 | Vann      | [ 45 ] |
| 31 december 2013 | The Daily Telegraph Video Game Awards 2013    | Best Script                                  | Bästa manus                                   | Neil Druckmann                 | Vann      | [ 46 ] |
| 31 december 2013 | The Daily Telegraph Video Game Awards 2013    | Best Director                                | Bästa regissör                                | Neil Druckmann & Bruce Straley | Nominerad | [ 46 ] |
| 7 januari 2014   | GameTrailers Game of the Year Awards 2014     | Best Story                                   | Bästa berättelse                              | The Last of Us                 | Vann      | [ 47 ] |
| 9 januari 2014   | IGN's Best of 2013                            | Best PS3 Story                               | Bästa PS3-berättelse                          | The Last of Us                 | Vann      | [ 48 ] |
| 10 januari 2014  | IGN's Best of 2013                            | Best Overall Story                           | Totalt bästa berättelse                       | The Last of Us                 | Nominerad | [ 49 ] |
| 1 februari 2014  | 66th Writers Guild of America Awards          | Outstanding Achievement in Videogame Writing | Enastående bedrift inom datorspelsförfattande | The Last of Us                 | Vann      | [ 23 ] |
| 7 februari 2014  | 17th Annual DICE Awards                       | Outstanding Achievement in Story             | Enastående bedrift inom berättelse            | The Last of Us                 | Vann      | [ 20 ] |
| 8 mars 2014      | 2014 SXSW Gaming Awards                       | Excellence in Narrative                      | Förträffande inom narrativ                    | The Last of Us                 | Vann      | [ 50 ] |
| 12 mars 2014     | 10th British Academy Video Games Awards       | Story                                        | Berättelse                                    | The Last of Us                 | Vann      | [ 19 ] |
| 19 mars 2014     | 14th Annual Game Developers Choice Awards     | Best Narrative                               | Bästa narrativ                                | The Last of Us                 | Vann      | [ 21 ] |
| 14 februari 2015 | 67th Writers Guild of America Awards          | Outstanding Achievement in Videogame Writing | Enastående bedrift inom datorspelsförfattande | The Last of Us: Left Behind    | Vann      | [ 27 ] |
| 20 februari 2015 | IGN AU Black Beta Select Awards 2014          | Best Storytelling                            | Bästa berättande                              | The Last of Us: Left Behind    | Vann      | [ 51 ] |
| 12 mars 2015     | 11th British Academy Video Games Awards       | Story                                        | Berättelse                                    | The Last of Us: Left Behind    | Vann      | [ 26 ] |